# Цетег
Цетег (Cethegus, Cetegus; гръцки: Κέθηγος) e когномен от 3 век пр.н.е. в Древен Рим. Това е допълнително име на Корнелиите и на тези с когномен Лентули.
Появява се обаче и при Руфиите (gens Rufia).
Известни с това допълнително име:
- Марк Корнелий Цетег (консул 204 пр.н.е.)
- Гай Корнелий Цетег (консул 197 пр.н.е.)
- Публий Корнелий Цетег (консул 181 пр.н.е.)
- Марк Корнелий Цетег (консул 160 пр.н.е.)
- Гай Корнелий Цетег (сенатор), от Заговор на Катилина, 63 пр.н.е.
- Сервий Корнелий Цетег, консул 24 г.
- Марк Гавий Корнелий Цетег, консул 170 г.
- Руфий Петроний Никомах Цетег, консул 504 г.